# Walter Riggs
Walter Riggs (Leiston, 1 de janeiro de 1877 — Blyth, 10 de novembro de 1951) foi um velejador britânico, medalhista olímpico. Ele competiu nos Jogos Olímpicos de Verão de 1924 na classe 8 Metre e conquistou a medalha de prata na disputa realizada a bordo do Emily com Ernest Roney, Harold Fowler, Edwin Jacob e Thomas Riggs.